# Deliberatieve democratie

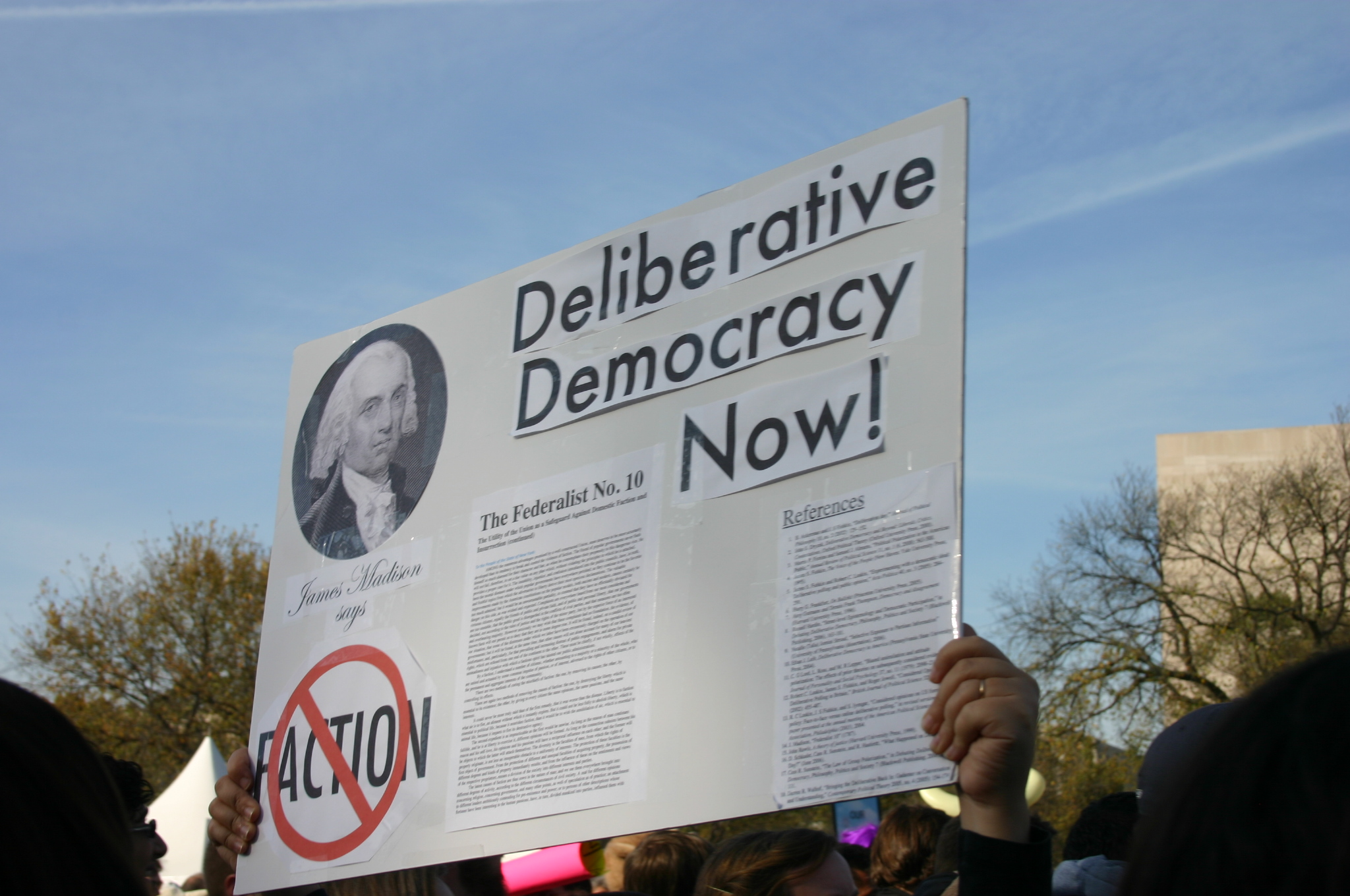
Oproep tot het instellen van deliberatieve democratie

Deliberatieve democratie is een vorm van publieke besluitvorming waarin informatievergaring, overleg en de uitwisseling van argumenten centraal staan. Het begrip werd voor het eerst gebruikt door Joseph M. Bessette in zijn publicatie Deliberative Democracy: The Majority Principle in Republican Government uit 1981. Invloedrijke auteurs die aan de grondslag liggen van de idee van deliberatieve democratie zijn onder andere politiek filosoof John Rawls en socioloog Jürgen Habermas.

## Werking
Deliberatieve democratie is een aanvullend alternatief voor zowel directe democratie als vertegenwoordigende democratie. In een systeem van directe democratie beslissen alle kiesgerechtigde burgers over een bepaalde kwestie, doorgaans via referendum. In een systeem van vertegenwoordigende (representatieve) democratie verkiezen burgers vertegenwoordigers die een mandaat krijgen om in naam van de bevolking politieke knopen door te hakken. Bij deliberatieve democratie is het streefdoel met een diverse groep gewone burgers (vaak een representatieve steekproef van de bevolking, bepaald door loting) tot een politiek besluit te komen, nadat burgers adequaat geïnformeerd zijn over de problematiek en de nodige tijd kregen om met elkaar te overleggen over de best mogelijke oplossing. Burgers delegeren dus niet het besluitvormingsproces naar politici (zoals in een systeem van vertegenwoordigende democratie). Van burgers wordt evenmin verwacht dat ze meteen tot een individueel oordeel komen (zoals in een referendum).
Besluitvorming ontstaat bij deliberatieve democratie in een collectief proces waarbij argumentatie centraal staat. Dit overleg vindt plaats in relatief kleine groepen om daadwerkelijke actieve participatie en uitwisseling van argumenten te bevorderen. Bij deliberatieve democratie zijn betrokkenheid op het algemene belang en het verzekeren van een gelijke stem van alle deelnemers in het besluitvormingsproces centrale elementen.

## Voordelen
Studies van James Fishkin en anderen hebben geconcludeerd dat deliberatieve democratie de neiging heeft resultaten voort te brengen die superieur zijn aan die van andere vormen van democratie. Gewenste uitkomsten van hun onderzoek zijn onder meer minder partijdigheid en meer sympathie voor tegengestelde opvattingen; meer respect voor op wetenschappelijk bewijs gebaseerde redenering in plaats van voor meningen; een grotere betrokkenheid bij de besluiten van de betrokkenen; en een grotere kans op het ontstaan van een breed gedeelde consensus, waardoor de sociale cohesie tussen mensen met verschillende achtergronden wordt bevorderd.
James Fearon en Portia Pedro geloven dat overlegprocessen meestal ideale omstandigheden van onpartijdigheid, rationaliteit en kennis van de relevante feiten genereren, wat resulteert in meer moreel correcte uitkomsten. Voormalig diplomaat Carne Ross claimt dat de processen meer burgerlijk, collaboratief en op wetenschappelijk bewijs gebaseerd zijn dan de debatten in traditionele gemeentehuisvergaderingen of op internetfora, als burgers weten dat hun debatten een impact zullen hebben op de samenleving.

## Experimenten in de praktijk
Een experiment in deliberatieve democratie werd in 2011 in België opgezet met het burgerforum G1000. In Frankrijk ging in 2019 op initiatief van president Macron, en in antwoord op de protestbeweging van de gele hesjes, de Convention citoyenne pour le climat van start. Een panel van 150 burgers zou de overheid adviezen overmaken voor het klimaatbeleid, maar met de adviezen werd nauwelijks rekening gehouden.